# Sergentomyia pugifera
Sergentomyia pugifera är en tvåvingeart som beskrevs av Lewis och Dyce 1989. Sergentomyia pugifera ingår i släktet Sergentomyia och familjen fjärilsmyggor. Inga underarter finns listade i Catalogue of Life.